# Cyanthillium
Cyanthillium é um género botânico pertencente à família Asteraceae. É conhecida popularmente como Erva-ferro.